# Параман

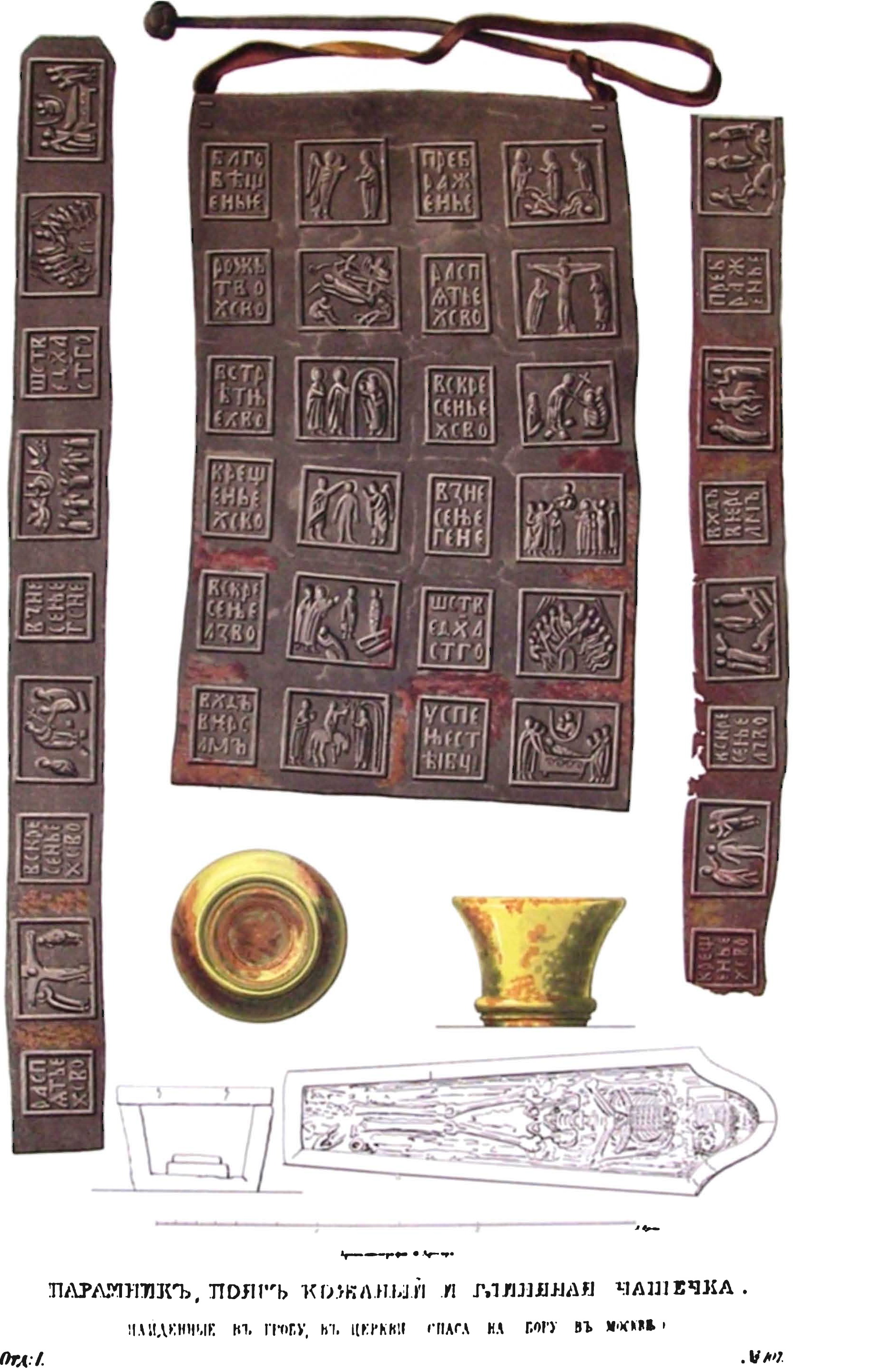
Параман і пояс, знайдені на розкопках чернечого поховання у Москві. XIV—XV ст.

Парама́н, парама́нд (від грец. παραμάντιον, παραμάνδυον — «додаток до мантії», «понад мантію») — елемент облачення ченця малої схими, чотирикутна хустка з зображенням восьмикінцевого хреста, знарядь Страстей Христових (тростини з губкою і списа Лонгина) та Адамової голови (черепа). По кутах пришивають шнури-зав'язки.
По краях парамана йде напис — цитата з «Послання до Галатів»: Азъ іазвы Господа моего Іисуса Христа на тѣлѣ моемъ ношу (Гал. 6:17).

## Вживання
Параман носять ченці малої схими. Його надівають на новопостриженого поверх хітона таким чином, щоб він лежав на спині, а зав'язки утворювали хрест на грудях. Він слугує нагадуванням про взяте на себе ярмо Христове. Також разом з параманом на новопостриженого надівають хрест, (зазвичай простий дерев'яний) — ознаменування про наслідування Господа у добровільному несенні свого Хреста. Зверху надягають підрясник.

## Історія
Параман (аналав) відомий з IV ст. У часи Візантійської імперії його плели зі шкіряних шнурів або ниток — відомі артефакти з поховань Іонинського монастиря (XI ст.), і Георгіївського собору Юрієва Монастиря (XII ст.) у Новгороді. З подібною технологією вироблення пов'язані і слов'янські варіанти його назв — «плітці», «пліті» (староцерк.-слов. плѣтцы, плѣти). Параман надягали поверх хітона (нижньої сорочки), його первісним призначенням було стягати одяг ченця, щоб він не заважав під час роботи.
Протягом часу аналав великосхимників стає дедалі просторішим і довшим, і формуляри візантійських євхатологіїв приписують покладати його на новопостриженого поверх хітона, мантії і куколя.

## Патріарший параман
Патріарший параман («великий параман») — складова богослужбового облачення Московського Патріарха. Надягають його поверх підрясника. Він більший за звичайний чернечий параман, тому йменується «великим». В інших православних церквах відсутній.

## Аналав

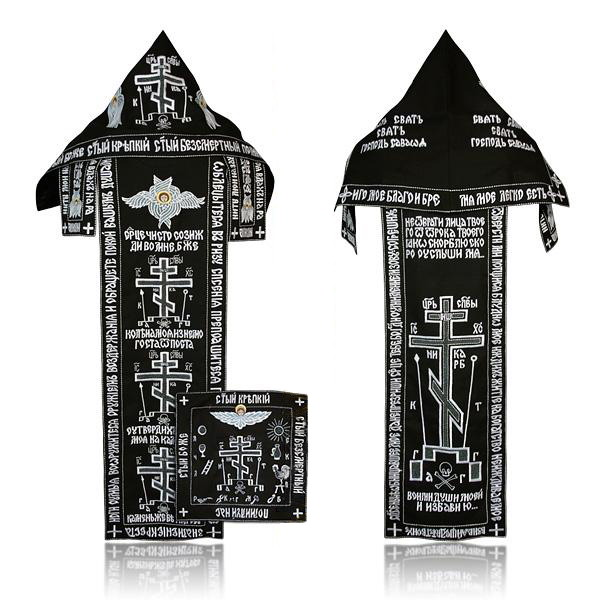
Вигляд спереду і ззаду куколя й аналава великосхимника. Посередині — квадратний параман ченця малої схими

Анала́в (грец. ἀνάλαβος — від ἀναλαμβάνω — «надягаю», «приймаю одяг») — складова облачення ченця великої схими. Він являє собою велику хрестоподібну хустку зі зображенням хреста-Голгофи. Аналав має виріз для голови й покриває груди, спину та плечі. Покладання аналава на новопостриженого супроводжувалося спеціальними формулами. З XIII ст. найбільш відомою є така: братъ нашъ (имѧре́къ) прїє́млетъ анала́въ, во и́мѧ Отца́ и Сы́на, и свѧта́го ду́ха, воспрїє́млѧй кре́стъ свой на ра́мѣхъ, и послѣ́дуѧй влады́цѣ Христу́. Рце́мъ ω не́мъ, Го́споди поми́луй.
В Елладській церкві словом ἀνάλαβος зовуть як аналав, так і параман малої схими.